# Nea Ekklesia
La Nea Ekklēsia (en griego: Νέα Ἐκκλησία, «Iglesia nueva») fue una iglesia erigida por el emperador bizantino Basilio I el macedonio en Constantinopla entre 876 y 880. Fue la primera iglesia monumental erigida en la capital bizantina después de Santa Sofía en el siglo VI, y marca el comienzo del período medio de la arquitectura bizantina. Continuó usándose hasta el período de los Paleólogos. Usado como almacén de pólvora por los otomanos, el edificio quedó destruido en 1490 después de que lo alcanzara un rayo. En español se le llama también «Iglesia de Nea».

## Historia

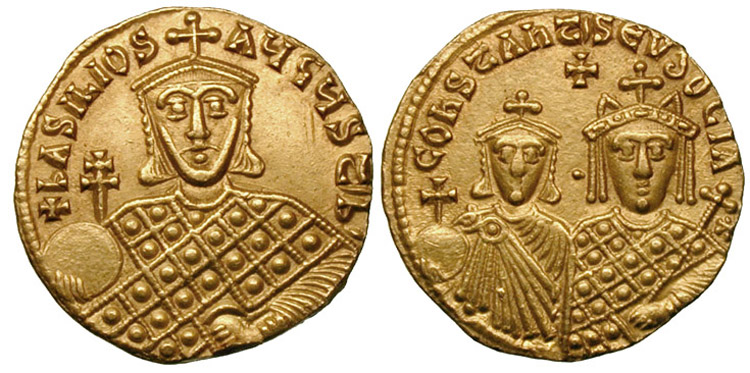
Solidus de oro del emperador Basilio I, con su hijo Constantino y la emperatriz Eudocia Ingerina

El emperador Basilio I fue el fundador de la dinastía macedónica, la más exitosa de la historia bizantina. Basilio se consideraba a sí mismo como un restaurador del imperio, un nuevo Justiniano, e inició un gran programa constructivo en Constantinopla imitando a su gran predecesor. La Nea iba a ser la Santa Sofía de Basilio, con su propio nombre, «Iglesia nueva» indicando el comienzo de una nueva era.
La iglesia se erigió bajo la supervisión personal de Basilio, en la esquina sureste del complejo del Gran Palacio, cerca de la ubicación del anterior tzykanistērion (campo de polo). Basilio construyó cerca otra iglesia, la «Teotokos de Faros». La Nea fue consagrada el 1 de mayo del 880 por el patriarca Focio, y dedicada a Jesucristo, el Arcángel Miguel (en fuentes posteriores, Gabriel), el profeta Elías (uno de los santos favoritos de Basilio), la Virgen María y san Nicolás.
Es indicativo de las intenciones de Basilio para esta iglesia que la dotó con su propia administración y estados, siguiendo el modelo de Santa Sofía. Durante su reinado, y el de sus inmediatos sucesores, la Nea desempeñó un papel importante en ceremonias palatinas, y al menos hasta el reinado de Constantino VII, el aniversario de su consagración fue una gran fiesta dinástica. En algún momento de finales del siglo XI fue convertida en monasterio, y fue conocido como el «Monasterio nuevo» (Νέα Μονή). El emperador Isaac II Ángelo le privó de gran parte de su decoración, su mobiliario y vajillas litúrgicas, y lo usó para restaurar la iglesia de san Miguel en Anaplous. El edificio siguió usándose por los latinos y sobrevivió en el período de los Paleólogos hasta después de la conquista otomana de la ciudad. Los otomanos sin embargo la usaron como almacén de pólvora. Así en 1490, cuando el edificio fue alcanzado por un rayo, quedó destruido y posteriormente se demolió. Como resultado, la única información que tenemos de la iglesia procede de evidencia literaria, especialmente la Vita Basilii de mediados del siglo X, así como unas pocas descripciones bastante rudimentarias en planos.

## Descripción

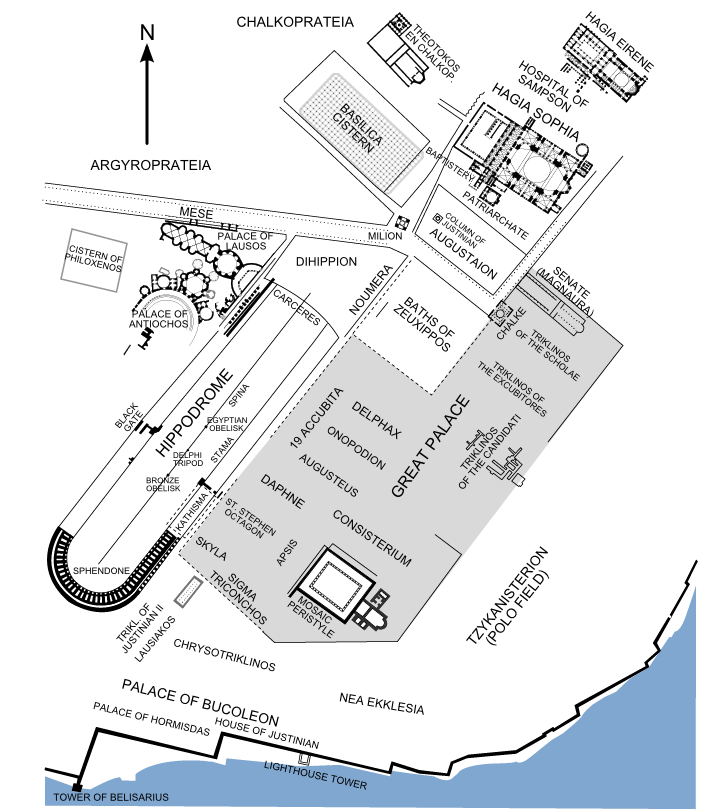
Mapa del distrito del Gran Palacio. La ubicación aproximada de la Nea Ekklēsia está marcada en el extremo meridional.

Como se ha señalado, no se sabe mucho de los detalles de la estructura. La iglesia fue construida con cinco cúpulas: la central se dedicó a Cristo mientras que las cuatro más pequeñas albergaban capillas de los otros cuatro santos a quienes estuvo dedicada la iglesia. Se discute la colocación exacta de las cúpulas y el tipo de iglesia. La mayor parte de los estudiosos consideran que debió ser una estructura con planta en cruz inscrita, similar a las posteriores iglesias de Myrelaion y del monasterio de Lips. De hecho, el amplio uso de este tipo por todo el mundo ortodoxo, desde los Balcanes a Rusia, es comúnmente atribuido al prestigio de este edificio imperial.
La iglesia fue el gran logro del programa de edificaciones de Basilio, y no ahorró gastos para decorarla de la manera más lujosa posible: se despojaron otras iglesias y estructuras en la capital, incluyendo el mausoleo de Justiniano, y la flota imperial fue empleada para transportar mármol para su construcción, con el resultado de que Siracusa, el principal baluarte bizantino en Sicilia, quedó sin protección y cayó en poder de los árabes.
El nieto de Basilio, el emperador Constantino VII Porfirogéneta, proporciona la siguiente descripción de la decoración de la iglesia en un ekphrasis laudatorio:

Esta iglesia, como una novia adornada con perlas y oro, con su plata brillante, con una variedad de mármoles de diferentes tonos, con composiciones de tesserae de mosaico, y tejidos de seda, él [Basilio] la ofreció a Cristo, el Novio inmortal. Su tejado, formado por cinco cúpulas, brilla con oro y resplandece con bellas imágenes como con estrellas, mientras que por el exterior lo adorna el bronce que parece oro. Los muros a cada lado están embellecidos con costosos mármoles de muchos tonos, mientras que el santuario está enriquecido con oro y plata, gemas preciosas, y perlas. La barrera que separa el santuario de la nave, incluyendo las columnas que pertenecen a él y el lintel que está pore encima de ellas; los asientos que hay dentro, y los peldaños que están enfrente de ellas, y los propios altares – todo esto es de plata bañada en oro, de piedras preciosas y costosas perlas. En lo que se refiere al pavimento, parece estar cubierto de seda de artesanía sidonia; hasta este punto está ornamentada con lajas de mármol de diferentes colores cerradas por bandas teseladas de variado aspecto, todo adecuadamente unido y abundando en elegancia.

El atrio de la iglesia quedaba delante de su entrada occidental, y estaba decorado con dos fuentes de mármol y pórfido. Dos pórtico recorrían los lados septentrional y meridional de la iglesia hasta el tzykanistērion, y en el lado que daba al mar, meridional, se construyeron un tesoro y una sacristía. Hacia el este del complejo eclesiástico, había un jardín, conocido como mesokēpion («jardín medio»).

## Reliquias
Junto con el oratorio de san Esteban en el Palacio de Dafne y la Iglesia de la Virgen en Faros, la Nea fue el principal repositorio de reliquias sagradas en el palacio imperial. Entre estas se encontraban la capa de piel de oveja del profeta Elías, la mesa de Abraham, en la que él recibió a tres ángeles, el cuerno con el que el profeta Samuel había usado para ungir a David, y reliquias de Constantino el Grande. Después del siglo X, se trasladaron aquí más reliquias, aparentemente, desde otros sitios del palacio, incluyendo la «vara de Moisés» del Crisotriclinio.